# Сетубал
Сетубал (порт. Setúbal) је значајан град у Португалији, смештен у њеном средишњем делу. Град је седиште истоименог округа Сетубал, где чини једну од општина.

## Географија
Град Сетубал се налази у средишњем делу Португалије. Од главног града Лисабона град је удаљен 50 километара југоисточно, а од Портоа град 350 километара јужно.

### Рељеф
Сетубал је смештен на истоименом Сетубалском полуострву, на његовој јужној обали. Подручје око града је заталасано, плодно и густо насељено. Град се налази на надморској висини 0-70 m.

### Клима
Клима у Сетубалу је средоземна.

### Воде
Сетубал се налази на обали Атлантског океана, али не на отвореном мору (што је често на слабо разуђеној португалској обали), већ у омањем заливу, који се продужава у естуар реке Садо.

## Историја
Подручје Сетубала насељено још у време праисторије. Насеље није играло значајно улогу у ранијој историји, све до 15. века и развоја поморства услед открића Новог света и оснивања прекоморских поседа Португалије. Сетубал је 1860. г. добио градска права, а услед стратешких повољног положаја града близу Лисабона, поново се почео убрзано развијати.

## Становништво
По последњих проценама из 2008. г. општина Сетубал има око 125 хиљада становника, од чега око 90 хиљада живи на градском подручју. Последњих деценија број становника у граду расте.

## Партнерски градови
- Бове
- Леирија
- По
- Тордесиљас
- Porto Seguro
- Quelimane
- Дебрецин
- Сафи
- Удине

## Галерија
- Поглед на старо језгро Стубала
- Црква св. Јулија
- Једна од важнијих градских улица
- Градска лука